# Ochrobryum sessile
Ochrobryum sessile är en bladmossart som beskrevs av Bruce H. Allen 1992. Ochrobryum sessile ingår i släktet Ochrobryum och familjen Dicranaceae. Inga underarter finns listade i Catalogue of Life.